# Torre de Segarra
La Torre de Segarra és una casa de Roquetes (Baix Ebre) inclosa a l'Inventari del Patrimoni Arquitectònic de Catalunya.

## Descripció
És una casa residencial, de planta rectangular, de la que sobresurten el cos rectangular del pòrtic i escala d'entrada, així com la gran terrassa de la façana de darrere.
L'edifici té planta baixa i pis, amb coberta plana i una petita torre inscrita dins el mateix bloc de l'edifici (torre rectangular). Mateixos elements tant a les dues façanes laterals com a la principal, però la disposició d'aquells és diferent en el mateix ordre. Element característic és la finestra balconera amb senzills emmarcaments coronats per pseudomotllura o frontó amb motius ornamental de formes de fulles còncaves i a la part baixa una petita balustrada. La façana principal, de perfecta ordenació simètrica, destaca pel seu pòrtic amb escala de barana de balustres, columnes quadrades, frontó de zenc, i de notable frontó clàssic a la finestra del balcó central.
Els murs són arrebossats en forma de maons. El punt central de la balustrada (que envolta tot l'edifici) flanquejat per dos escultures de terracota damunt de columnes-pilars (personatges amb vestits grecoromans).
A l'interior es va fer una restauració de bona part de la planta baixa, respectant pintures dels sostres, estucats, enrajolat, xemeneia, etc.

## Història
Edifici construït per la iniciativa del notari tortosí Carles Fàbregues Roselló. La glorieta situada a la part esquerra de l'edifici és obra posterior. La restauració de parts ornamentals feta per l'any 1967, sota la direcció de l'escultor marbrista Monsoliu (part escultòrica) i del pintor R. Monclús (part pictòrica), ambdós domiciliats a Tortosa.